# Är det jag som skall sköta allt?
Är det jag som skall sköta allt? (originaltitel: Pitääkö mun kaikki hoitaa?) är en finsk kortfilm från 2012 i regi av Selma Vilhunen.
Filmen är en komedi om en hektisk morgon där en mor försöker få sin familj redo för att gå på bröllop.
Är det jag som skall sköta allt? nominerades till en Oscar i kategorin Bästa kortfilm vid Oscarsgalan 2014.

## Rollista
- Joanna Haartti – Sini Ketonen
- Santtu Karvonen – Jokke Ketonen
- Ranja Omaheimo – Ella
- Ella Toivoniemi – Kerttu
- Jukka Kärkkäinen – Präst